# Kepler-80f
Kepler-80f es uno de los seis planetas extrasolares que orbitan la estrella Kepler-80. Fue descubierto por el método de tránsito astronómico en el año 2016. Kepler-80f ha sido descubierto por el telescopio espacial Kepler, su descubrimiento fue anunciado el 10 de mayo de 2016. Aunque muchos parámetros de Kepler-80f son aún desconocidas, el objeto es muy poco probable que sea un falso positivo.